# Tieriec (pociąg pancerny)
"Tieriec" (ros. Бронепоезд "Терец") – lekki pociąg pancerny białych podczas wojny domowej w Rosji.
Został utworzony 1 lutego 1919 r. w Mozdoku. Dowódcą został kpt. Julian A. Łojko, a od listopada tego roku – kpt. Niefiediew. Pociąg działał na północnym Kaukazie. Wchodził w skład 6 dywizjonu pociągów pancernych. Pod koniec lutego brał udział w walkach pod Gudermesem. W czerwcu podporządkowano go oddziałowi gen. Iwana N. Kolesnikowa, walczącemu w rejonie Groznego. Pod koniec czerwca uczestniczył w ataku na Nazrań. 8 marca 1920 r. został zostawiony i przekazany samoobronie Władykaukazu.